# Javier Hernández
Javier Hernández Balcazar, znany także jako Chicharito (ur. 1 czerwca 1988 w Guadalajarze) – meksykański piłkarz występujący na pozycji napastnika. 
W latach 2009–2019 reprezentant Meksyku. Uczestnik Mistrzostw Świata w 2010, 2014 i 2018 roku.
W swojej karierze występował m.in. w takich klubach jak: Manchester United, Real Madryt, Bayer Leverkusen czy Guadalajara.

## Życie
Hernández urodził się w Guadalajarze i po raz pierwszy zagrał w lidze kiedy miał siedem lat. Jego ojciec, Javier Hernández Gutiérrez, który sam wcześniej był meksykańskim napastnikiem, powiedział, że nigdy nie myślał, że jego syn będzie rzeczywiście profesjonalnym piłkarzem. Hernández dołączył do C.D. Guadalajara w wieku dziewięciu lat. Gdy miał 15 lat podpisał swój pierwszy profesjonalny kontrakt. Był gotowy do gry w Mistrzostwach Świata U-17 w Piłce Nożnej 2005, ale kontuzja wykluczyła go z zespołu, który ostatecznie zdobył mistrzostwo.

## Kariera
Chicharito zadebiutował w Aperturze w zwycięskim meczu z Necaxą. Zdobył wówczas 1 gola. Przez 3 sezony w Primera División wystąpił w 68 meczach, zdobył 28 bramek.
W dniu 8 kwietnia 2010 roku, Hernandez podpisał kontrakt z Manchesterem United, którego barwy reprezentuje od 1 lipca 2010. Swoją pierwszą oficjalną bramkę w barwach „Czerwonych Diabłów” strzelił w wygranym 3:1 meczu o Tarczę Wspólnoty przeciwko Chelsea. Był to również jego oficjalny debiut.
W sierpniu 2014 dostał pozwolenie od działaczy Manchesteru United na wypożyczenie do hiszpańskiego Realu Madryt. W lidze hiszpańskiej zadebiutował 20 września 2014 w meczu z Deportivo La Coruña zmieniając Garetha Bale'a w 77. minucie. W tym samym meczu zdobył swoją pierwszą i drugą bramkę w barwach Realu Madryt. Po sezonie Real Madryt zdecydował, że nie wykupi zawodnika.
31 sierpnia 2015 r. przeszedł z Manchesteru United do Bayeru 04 Leverkusen podpisując z klubem kontrakt do czerwca 2018 roku. W Bundeslidze zadebiutował w przegranym 0:1 spotkaniu przeciwko SV Darmstadt 98. Łącznie w Bayerze rozegrał 76 spotkań, strzelił 39 bramek i zaliczył 9 asyst.
24 lipca 2017 roku za kwotę 16 milionów funtów został sprzedany do angielskiego West Hamu. W Premier League zadebiutował w wysoką przegranym wynikiem 0:4 meczu przeciwko Manchesterowi United.
2 września 2019 roku został sprzedany za kwotę około 7,5 mln euro do hiszpańskiej Sevilli.
21 stycznia 2020 roku opuścił Europę przechodząc do amerykańskiego La Galaxy. 1 stycznia 2024 rozwiązał kontrakt z klubem.

## Reprezentacja
Po udanym sezonie w Guadalajarze Hernandez został powołany na MŚ w RPA. W Obliczu dużej konkurencji ze strony innych napastników musiał się pogodzić z rolą rezerwowego. W meczu z Francją strzelił swoją pierwszą bramkę na mistrzostwach świata, kolejną strzelił w przegranym 1:3 meczu z Argentyną i z dorobkiem 2 bramek zakończył mistrzostwa w 1/8 finału. Hernandez był najszybszym piłkarzem na mistrzostwach – osiągnął prędkość 32,15 km/h.

### Mistrzostwa Świata 2010 w RPA
Hernandez po dobrym sezonie w Guadalajarze został powołany do reprezentacji na MŚ w RPA. W drużynie była duża konkurencja napastników, więc „Chicharito” musiał pogodzić się z rolą rezerwowego. Na MŚ zadebiutował w pierwszym meczu fazy grupowej z gospodarzem – RPA. W 73 minucie zmienił Guillerma Franco, ale do końca meczu nie strzelił gola. W następnym spotkaniu z Francją trener wpuścił go na boisko w 56 minucie, zmienił wówczas Efraína Juáreza. W 64 minucie dostał piękne podanie od kolegi z drużyny na obrońcami. Wtedy wiedział jak to wykorzystać ominął bramkarza i spokojnie uderzył w pustą bramkę. Strzelił wtedy swojego pierwszego gole na Mistrzostwach Świata. W trzecim i ostatnim spotkaniu grupowym z Urugwajem wszedł na murawę w 64 minucie i do końca spotkania dostał tylko żółtą kartkę. Reprezentacja Meksyku po 1 remisie, 1 wygranej i porażce otrzymała 4 punkty i skończyła grupę na 2-gim miejscu, przed drużyną RPA i Francji. W 1/8 Finału trafiła na Argentynę prowadzoną przez Diego Maradonę. W meczach fazy grupowej trener Meksyku zauważył dobrą grę Javiera Hernandeza i w spotkaniu z Argentyną wystawił go w pierwszej „11”. Do 72 minuty Meksyk przegrywał z podopiecznymi Maradony 0 – 3, ale „Chicharito” po samodzielnej akcji i silnym uderzeniu w „okienko” pokonał Sergio Romero. Hernandez grał całe 90 minut, ale w tym czasie nie padła już żadna bramka. Tym meczem Meksyk z J. Hernandezem zakończył swoją przygodę z Mistrzostwami Świata 2010.

### Mistrzostwa Świata 2014 w Brazylii
Hernandez zagrał także na mundialu 2014 w Brazylii gdzie zdobył jedną bramkę w meczu z Chorwacją.

## Statystyki kariery

### Występy klubowe

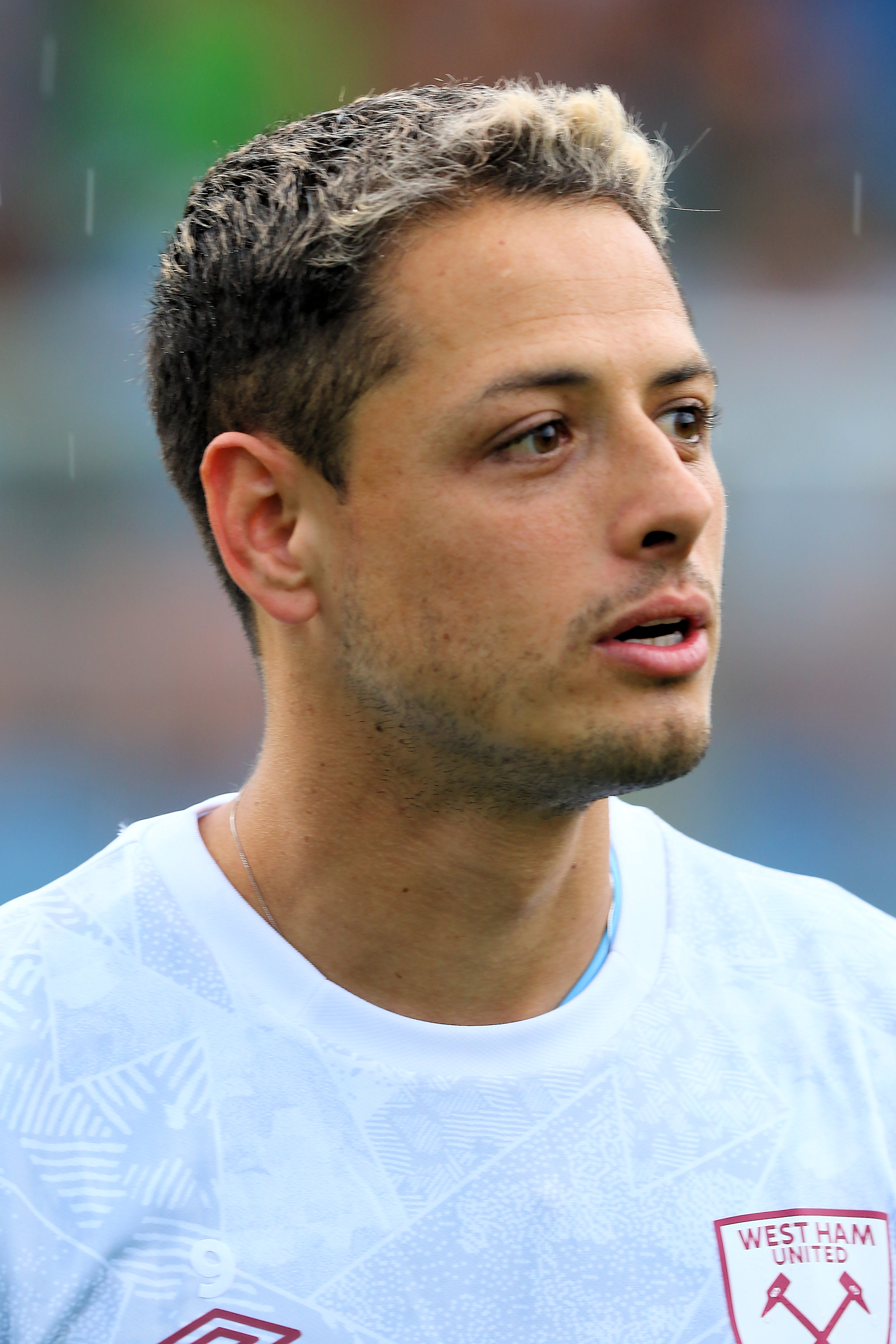
Javier Hernández (2019)

| Klub                  | Sezon   | Liga  | Liga | Puchar | Puchar | Puchar ligi | Puchar ligi | Kontynentalne | Kontynentalne | Inne  | Inne | Razem | Razem |
| Klub                  | Sezon   | Mecze | Gole | Mecze  | Gole   | Mecze       | Gole        | Mecze         | Gole          | Mecze | Gole | Mecze | Gole  |
| Chivas Guadalajara    | 2006/07 | 8     | 1    | 0      | 0      | –           | –           | 1             | 0             | 0     | 0    | 9     | 1     |
| Chivas Guadalajara    | 2007/08 | 6     | 0    | 0      | 0      | –           | –           | 4             | 0             | 1     | 0    | 11    | 0     |
| Chivas Guadalajara    | 2008/09 | 22    | 4    | 3      | 0      | –           | –           | 7             | 3             | 0     | 0    | 32    | 7     |
| Chivas Guadalajara    | 2009/10 | 28    | 21   | 0      | 0      | –           | –           | 0             | 0             | 0     | 0    | 28    | 21    |
| Chivas Guadalajara    | Razem   | 64    | 26   | 3      | 0      | –           | –           | 12            | 3             | 1     | 0    | 80    | 29    |
| Manchester United     | 2010/11 | 27    | 13   | 5      | 1      | 3           | 1           | 9             | 4             | 1     | 1    | 45    | 20    |
| Manchester United     | 2011/12 | 28    | 10   | 1      | 0      | 0           | 0           | 7             | 2             | 0     | 0    | 36    | 12    |
| Manchester United     | 2012/13 | 22    | 10   | 6      | 4      | 2           | 1           | 6             | 3             | 0     | 0    | 36    | 18    |
| Manchester United     | 2013/14 | 24    | 4    | 1      | 1      | 5           | 4           | 5             | 0             | 0     | 0    | 35    | 9     |
| Manchester United     | 2014/15 | 1     | 0    | 0      | 0      | 1           | 0           | 0             | 0             | 0     | 0    | 2     | 0     |
| Manchester United     | Razem   | 102   | 37   | 13     | 6      | 11          | 6           | 27            | 9             | 1     | 1    | 154   | 59    |
| Real Madryt (wyp.)    | 2014/15 | 23    | 7    | 2      | 1      | –           | –           | 8             | 1             | 0     | 0    | 33    | 9     |
| Real Madryt (wyp.)    | Razem   | 23    | 7    | 2      | 1      | –           | –           | 8             | 1             | 0     | 0    | 33    | 9     |
| Manchester United     | 2015/16 | 1     | 0    | 0      | 0      | 0           | 0           | 2             | 0             | 0     | 0    | 3     | 0     |
| Manchester United     | Razem   | 103   | 37   | 13     | 6      | 11          | 6           | 29            | 9             | 1     | 1    | 157   | 59    |
| Bayer 04 Leverkusen   | 2015/16 | 28    | 17   | 3      | 4      | -           | -           | 12            | 5             | 0     | 0    | 43    | 26    |
| Bayer 04 Leverkusen   | 2016/17 | 26    | 11   | 2      | 1      | -           | -           | 8             | 1             | 0     | 0    | 28    | 12    |
| Bayer 04 Leverkusen   | Razem   | 54    | 28   | 5      | 5      | -           | -           | 20            | 6             | 0     | 0    | 79    | 39    |
| West Ham United       | 2017/18 | 28    | 8    | 0      | 0      | 2           | 0           | -             | -             | -     | -    | 30    | 8     |
| West Ham United       | 2018/19 | 25    | 7    | 1      | 0      | 2           | 1           | -             | -             | -     | -    | 28    | 8     |
| West Ham United       | 2019/20 | 2     | 1    | 0      | 0      | 0           | 0           | -             | -             | -     | -    | 2     | 1     |
| West Ham United       | Razem   | 55    | 16   | 1      | 0      | 4           | 1           | 0             | 0             | 0     | 0    | 60    | 17    |
| Sevilla               | 2019/20 | 9     | 1    | 2      | 0      | -           | -           | 4             | 2             | -     | -    | 15    | 3     |
| Sevilla               | Razem   | 9     | 1    | 2      | 0      | 0           | 0           | 4             | 2             | 0     | 0    | 15    | 3     |
| LA Galaxy             | 2020    | 12    | 2    | -      | -      | -           | -           | -             | -             | -     | -    | 12    | 2     |
| LA Galaxy             | 2021    | 21    | 17   | -      | -      | -           | -           | -             | -             | -     | -    | 21    | 17    |
| LA Galaxy             | 2022    | 34    | 18   | 3      | 1      | 1           | 0           | -             | -             | -     | -    | 38    | 19    |
| LA Galaxy             | 2023    | 9     | 1    | 3      | 0      | -           | -           | -             | -             | -     | -    | 12    | 1     |
| LA Galaxy             | Razem   | 76    | 38   | 6      | 1      | 1           | 0           | 0             | 0             | 0     | 0    | 83    | 39    |
| Chivas de Guadalajara | 2024    | 10    | 1    | -      | -      | -           | -           | 2             | 0             | -     | -    | 12    | 1     |
| Chivas de Guadalajara | 2025    | 18    | 1    | -      | -      | -           | -           | 4             | 1             | -     | -    | 22    | 2     |
| Chivas de Guadalajara | Razem   | 28    | 2    | 0      | 0      | 0           | 0           | 6             | 1             | 0     | 0    | 34    | 3     |
|                       |         | 412   | 155  | 32     | 13     | 16          | 7           | 79            | 22            | 2     | 1    | 541   | 198   |
|                       |         |       |      |        |        |             |             |               |               |       |      |       |       |

Stan z 28 czerwca 2025..

### Występy w reprezentacji
| Reprezentacja Meksyku |       |      |
| Rok                   | Mecze | Gole |
| 2009                  | 1     | 0    |
| 2010                  | 19    | 11   |
| 2011                  | 13    | 12   |
| 2012                  | 10    | 5    |
| 2013                  | 14    | 7    |
| 2014                  | 13    | 3    |
| 2015                  | 8     | 4    |
| 2016                  | 10    | 3    |
| 2017                  | 11    | 4    |
| 2018                  | 7     | 1    |
| 2019                  | 3     | 2    |
| Razem                 | 109   | 52   |

Stan z 7 września 2023.

## Sukcesy

### Chivas Guadalajara
- Mistrzostwo Meksyku: 2006
- InterLiga: 2009

### Manchester United
- Tarcza Wspólnoty: 2010, 2011
- Mistrzostwo Anglii: 2010/2011
- Mistrzostwo Anglii: 2012/2013

### Reprezentacja Meksyku
- Zdobywca Złotego Pucharu CONCACAF: 2011

### Indywidualne
- Król Strzelców Primera División de México Bicentenario 2010
- Złoty But Złotego Pucharu CONCACAF: 2011
- MVP Złotego Pucharu CONCACAF: 2011

### Rekordy
- Najskuteczniejszy zawodnik w historii reprezentacji Meksyku: 52 gole